# Sousel
Sousel – miejscowość w Portugalii, leżąca w dystrykcie Portalegre, w regionie Alentejo w podregionie Alentejo Central. Miejscowość jest siedzibą gminy o tej samej nazwie.

## Demografia
| Liczba ludności gminy Sousel (1801–2011) | Liczba ludności gminy Sousel (1801–2011) | Liczba ludności gminy Sousel (1801–2011) | Liczba ludności gminy Sousel (1801–2011) | Liczba ludności gminy Sousel (1801–2011) | Liczba ludności gminy Sousel (1801–2011) | Liczba ludności gminy Sousel (1801–2011) | Liczba ludności gminy Sousel (1801–2011) | Liczba ludności gminy Sousel (1801–2011) | Liczba ludności gminy Sousel (1801–2011) |
| ---------------------------------------- | ---------------------------------------- | ---------------------------------------- | ---------------------------------------- | ---------------------------------------- | ---------------------------------------- | ---------------------------------------- | ---------------------------------------- | ---------------------------------------- | ---------------------------------------- |
| 1801                                     | 1849                                     | 1900                                     | 1930                                     | 1960                                     | 1981                                     | 1991                                     | 2001                                     | 2004                                     | 2011                                     |
| 1 492                                    | 4 627                                    | 5 906                                    | 8 531                                    | 10 578                                   | 7 259                                    | 6 150                                    | 5 780                                    | 5 579                                    | 5 074                                    |

## Sołectwa
Sołectwa gminy Sousel (ludność wg stanu na 2011 r.)
- Cano – 1266 osób
- Casa Branca – 1232 osoby
- Santo Amaro – 644 osoby
- Sousel – 1932 osoby